# Apache Solr
Apache Solr (pronunciato come /soʊlə/,/soʊlər/, soh-lər) è una piattaforma di ricerca open source del progetto Apache Lucene, in origine creato nel 2004 da Yonik Seeley alla CNET Networks.
La sua caratteristica principale è la presenza di ricerca full text, hit highlighting, faceted search, raggruppamento dinamico, integrazione con le basi di dati, gestione di documenti "ricchi" (come documenti word e pdf).
Fornisce una ricerca distribuita e la replicazione dell'indice. Solr è inoltre altamente scalabile.
Solr è scritto in Java e viene eseguito come server di ricerca full text indipendente all'interno di un contenitore servlet come Apache Tomcat o Jetty.
Solr usa la libreria di ricerca Java Lucene per la ricerca e l'indicizzazione full text, e ha API HTTP/XML come REST e JSON, che la rendono semplice da usare da qualsiasi linguaggio di programmazione.
La configurazione esterna di Solr permette di essere adattata a quasi ogni tipo di applicazione senza codice Java e possiede una architettura di estensioni (plugin) quando sono richieste personalizzazioni avanzate.
Apache Lucene e Apache Solr sono entrambi prodotti dallo stesso gruppo di sviluppo dell'Apache Software Foundation da quanto i due progetti sono stati fusi nel 2010. Ci si riferisce comunemente a queste tecnologie come Lucene/Solr o Solr/Lucene.
Dalla versione 4 offre anche tutte le caratteristiche e funzionalità di un database NoSQL.